# Système de désignation des aéronefs inhabités du département de la Défense des États-Unis
Le système de désignation des aéronefs inhabités du département de la Défense des États-Unis tente de classifier tous les aéronefs inhabités en service aujourd'hui, ou ayant été en service depuis le 27 juin 1963 dans l'armée des États-Unis[10]. Parmi les aéronefs inhabités, citons les missiles et les fusées spatiales. Les aéronefs habités sont habituellement désignés selon la nomenclature des avions américains après 1962.
Le document de référence, produit par le département de la Défense des États-Unis, qui explique la nomenclature de ce système est le (en) Air Force Joint Instruction 16-401. Il donne également des instructions pour désigner de nouveaux aéronefs inhabités.

## Nomenclature
Avant de décrire le système, voici des exemples de désignation d'aéronefs inhabités en service dans l'armée américaine.
| [6] | [3] | [2] | [1] |   | [4] | [5] | [7] | [8]            |
|     | L   | G   | M   | - | 30  | G   |     | Minuteman III  |
|     | A   | I   | M   | - | 9   | P   | -2  | Sidewinder     |
| C   | A   | T   | M   | - | 120 | C   |     | AIM-120 AMRAAM |
| Z   | B   | Q   | M   | - | 90  | A   |     |                |
|     | M   | G   | R   | - | 1   | A   |     | Honest John    |
|     | A   | S   | B   | - | 11  | A   |     | Pegasus        |
|     |     | N   | S   | - | 7   | D   |     | NAVSTAR GPS    |

Dans la suite du texte, nous passons en revue les huit éléments qui constituent la désignation de l'aéronef.
La désignation d'un aéronef est officiellement appelée (en) MDS designation ((en) Mission-Design-Series designation). Dans le but de raccourcir les informations qui suivent, nous utiliserons l'abréviation MDS.
1.  Type de véhicule
Cette lettre définit une large catégorie de véhicules et définit la série dans laquelle se trouve le MDS (voir la section (4) plus bas).
- B : booster [1988/1989 - aujourd'hui] [1]
- M : missile guidé, drone cible, drone [1963 - aujourd'hui] [2]
- N : sonde [1963 - aujourd'hui] [3]
- R : fusée ((en) rocket) [1963 - aujourd'hui] [4]
- S : satellite artificiel [1988/1989 - aujourd'hui] [1]

2.  Mission
Cette lettre désigne la mission du véhicule.
- C : transport [1988/1989 - aujourd'hui] [6]
- D : leurre ((en) decoy) [1963 - aujourd'hui]
- E : électronique spécialisé, communication ((en) special electronics) [1963 - aujourd'hui]
- G : attaque au sol  [1963 - aujourd'hui]
- I : interception [1963 - aujourd'hui] [7]
- L : détection de tir ((en) launch detection) [1988/1989 - aujourd'hui]
- M : mesures scientifiques, calibration [1988/1989 - aujourd'hui] [6]
- N : navigation  [1988/1989 - aujourd'hui]
- Q : drone cible [1963 - aujourd'hui] [8]
- S : aide aux opérations dans l'espace [1988/1989 - aujourd'hui]
- T : entraînement [1963 - aujourd'hui]
- U : attaque sous l'eau ((en) underwater attack) [1963 - aujourd'hui]
- W : météorologie [1963 - aujourd'hui] [9]

3.  Site de tir
Cette lettre désigne le site de tir de l'aéronef. Originellement, il était permis d'omettre cette lettre si une lettre de statut en préfixe apparaissait. Dans les années 1970, cette option a disparu, ce qui a amené quelques modifications à la désignation de certains véhicules (par exemple, YQM-94A est devenu YGQM-94A). Les désignations pour les satellites et les boosters lancés depuis le sol n'ont pas cette lettre.
- A : air [1963 - aujourd'hui]
- B : multiple [1963 - aujourd'hui] [10]
- C : coffre [1963 - aujourd'hui] [11]
- F : individuel [1966/70 - aujourd'hui]
- G : piste de décollage ou sol ((en) runway or ground) [1976 - aujourd'hui] [12]
- H : stocké dans un silo [1963 - aujourd'hui] [13]
- L : lancé d'un silo [1963 - aujourd'hui]
- M : tir du sol, mobile [1963 - aujourd'hui]
- P : plateforme molle [1963 - aujourd'hui] [14]
- R : navire de surface [1963 - aujourd'hui]
- S : espace ((en) space) [1988/89 - aujourd'hui] [15]
- U : sous-marin ((en) underwater) [1963 - aujourd'hui]

4.  Numéro de conception
Chaque type de véhicule forme une série différente de numéros de conception, chacune débutant à 1. Les numéros dans chaque série sont assignés dans un ordre croissant, peu importe la désignation donnée par le fabricant ou celle que l'on retrouverait dans une autre série. Il est possible qu'un véhicule existe pour différents buts  ou dans une configuration de tir différente. Leur désignation contient le même numéro de conception mais utilise une autre combinaison de lettres. Par exemple, le missile LTV Regulus II reçoit la désignation RGM-15A lorsqu'il est tiré d'un navire et vise une cible au sol, mais MQM-15A lorsqu'il est tiré du sol et sert de drone cible.
5.  Série
Les différentes variantes d'un modèle de base reçoivent un suffixe. La première variante reçoit toujours le suffixe A et les lettres se suivent de façon croissante sans omission pour les autres variantes (seules les lettres I et O sont exclues dans le but de prévenir des erreurs de lecture lorsque comparées à 1 et à 0). Cette lettre est obligatoire pour tout MDS d'aéronef. En conséquence, AIM-120 par exemple renvoie toujours au modèle de base, jamais à une variante spécifique.
6.  État
N'importe quel aéronef, lorsqu'il n'est pas en service régulier ou qu'il se trouve dans une configuration spéciale, peut recevoir un préfixe pour indiquer son état.
- C : captif [1978/1986 - aujourd'hui] [16]
- D : dummy [1978/1986 - aujourd'hui] [17]
- J : test spécial, temporaire [1963 - aujourd'hui] [18]
- M : entretien [1978/1986-1993] [19]
- N : test spécial, permanent [1963 - aujourd'hui] [18]
- X : expérimental [1963 - aujourd'hui]
- Y : prototype [1963 - aujourd'hui]
- Z : planifié [1963 - aujourd'hui] [20]

7.  Numéro de configuration
C'est une lettre facultative. Des modifications mineures ou des sous-variantes légèrement différentes d'un modèle peuvent être indiquées ainsi. Cette lettre est séparée de la lettre de série par un tiret.
8.  Surnom
Pendant la période de conception et de développement, la plupart des missiles reçoivent un surnom qui peut être une expression ou un acronyme. Bien que ces noms ne font pas officiellement partie du MDS, la plupart des missiles sont exclusivement désignés par leur surnom, tant dans la presse populaire que dans les documents et les nouvelles publiés par le gouvernement américain.